# 1-й Щемиловский переулок
Пе́рвый Щеми́ловский переу́лок — улица в центре Москвы в Тверском районе между 2-м Щемиловским переулком и Селезнёвской улицей.

## Название
Раннее название Задний Воротнический (Задневоротнический) переулок, очевидно, связано с его расположением относительно слободы Новые Воротники (по которой назван соседний Нововоротниковский переулок). Современное название, известное с XIX века, происходит, вероятнее всего, от фамилии Щемилов (названия Щемилово, Щемиловка не раз встречаются в топонимии России).

## Описание
1-й Щемиловский переулок начинается от 2-го Щемиловского и проходит на север параллельно Краснопролетарской улице до Селезнёвской улицы. Переулок разделён посередине комплексом зданий бывшей типографии И. Н. Кушнерёва (позже — типография «Красный пролетарий»; Краснопролетарская ул., д. 16) и фактически представляет собой две небольшие тупиковые улицы.

## Примечательные здания
По нечётной стороне:
- № 23 — офисное здание (1999, архитекторы С. Скуратов, С. Киселёв, Г. Харитонова)[4]

По чётной стороне:
- №№ 6, 8, 10 — на месте этих зданий ранее стоял дом близких жены И. И. Мечникова, в котором летом 1870 и весной 1872 года жил этот крупнейший русский биолог[5]
- № 16 — Московское опытно-конструкторское бюро «Марс»[6].